# منطقه جیادینگ
منطقه جیادینگ (به چینی: 嘉定区، به پین‌یین: Jiādìng Qū، تلفظ شانگهایی: Ka-din Chiu) یک منطقهٔ شهرداری تابع شهر شانگهای، پرجمعیت‌ترین شهر جمهوری خلق چین است.

## خواهرخوانده
شهرهای Hauraki District و یائو، اوساکا خواهرخوانده‌های منطقه جیادینگ هستند.